# Estrellas Ap y Bp
Las estrellas Ap y Bp son estrellas peculiares —de donde proviene la p— de tipos espectrales A y B que muestran sobreabundancias de algunos elementos de tierras raras —como por ejemplo europio— o de otros elementos —como estroncio—. La velocidad de rotación en estas estrellas es mucho más lenta que la habitual en estrellas de tipo A y B, aunque en algunos casos llega a ≈ 100 km/s. Asimismo tienen campos magnéticos más fuertes, alcanzando en algunos casos —como la estrella de Babcock (HD 215441)— valores cercanos a los 35 kG (3,5 T).
La localización espacial de las sobreabundancias químicas está relacionada con la geometría del campo magnético. Algunas de estas estrellas presentan variaciones en la velocidad radial provenientes de pulsaciones de varios minutos de duración. Para el estudio de estas estrellas se utiliza la espectroscopia de alta resolución junto con la imagen Doppler, que configura un mapa de la superficie estelar a partir de la rotación de la estrella.
Alioth (ε Ursae Majoris) es la estrella Ap más brillante. Otras estrellas Ap son α Circini, θ Aurigae A, ι Cassiopeiae A y θ1 Microscopii. 